# Svetlana Matveïeva
Svetlana Vladislavovna Matveïeva est une joueuse d'échecs soviétique puis russe née le 4 juillet 1969 à Frounzé. 

## Championne d'URSS
Elle remporta le championnat d'URSS à quinze ans en 1984 (ex æquo avec Anna Akhcharoumova), puis à nouveau en 1991.

## Championnats du monde féminins
Maître international (titre mixte) depuis 2005, elle fut demi-finaliste du championnat du monde féminin en 2006, battue aux portes de la finale par Xu Yuhua.
| Année | Lieu         | Résultat                               |
| ----- | ------------ | -------------------------------------- |
| 1985  | Jeleznovodsk | 5e-6e du tournoi interzonal.           |
| 1987  | Tuzla        | 8e-9e du tournoi interzonal.           |
| 1991  | Lvov         | Vainqueur du tournoi zonal soviétique. |
| 1991  | Subotica     | Neuvième du tournoi interzonal.        |
| 1993  | Jakarta      | 9e-11e du tournoi interzonal.          |
| 1995  | Chișinău     | 7e-9e du tournoi interzonal.           |

| Année | Lieu                    | Résultat       | Ultime adversaire | Adversaires battues                                                   |
| ----- | ----------------------- | -------------- | ----------------- | --------------------------------------------------------------------- |
| 2000  | New Delhi               | deuxième tour  | Xie Jun           | Flioura Ouskova                                                       |
| 2004  | Elista                  | deuxième tour  | Nataša Bojković   | Asma Houli                                                            |
| 2006  | Iekaterinbourg, Russie  | demi-finaliste | Xu Yuhua          | Irina Vassilievitch Karen Zapata Subbaraman Vijayalakshmi Marie Sebag |
| 2008  | Naltchik, Russie        | troisième tour | Anna Ushenina     | Nino Khourtsidzé Xu Yuhua                                             |
| 2012  | Khanty-Mansiïsk, Russie | premier tour   | Natalia Pogonina  |                                                                       |

## Compétitions par équipe
Matveïevna a participé à six olympiades de 1992 à 2002, représentant le Kazakhstan en 1992 (au premier échiquier), puis la Russie (au premier échiquier en 1994 et 1998). Avec la Russie, elle a remporté deux médailles d'argent par équipe (en 1998 et 2002) et deux médailles de bronze par équipe (en 1996 et 2000) ainsi qu'une médaille de bronze par équipe (en 2002).
Elle a également représenté la Russie lors de deux championnats d'Europe par équipe, remportant deux médailles d'or individuelles et la médaille de bronze par équipe en 2003.